# Sylvia Ruuska
Sylvia Eliina Ruuska (ur. 4 lipca 1942 w Berkeley zm. 7 lutego 2019) – amerykańska pływaczka. Dwukrotna medalistka olimpijska z Melbourne.
W 1956 zdobyła brąz na dystansie 400 metrów w stylu dowolnym i srebro w sztafecie. Partnerowały jej Shelley Mann, Nancy Simons i Joan Rosazza. Miała wówczas czternaście lat. Cztery lata później płynęła w eliminacjach sztafety, co według ówczesnych przepisów jednak nie dawało jej prawa do otrzymania medalu (Amerykanki wygrały finał). W 1959 zdobyła srebro igrzysk panamerykańskich na dystansie 400 metrów stylem dowolnym. Była wielokrotną mistrzynią Stanów Zjednoczonych i rekordzistką świata.
W 1976 została przyjęta do International Swimming Hall of Fame.